# Esquerra Democràtica de Catalunya
Esquerra Democràtica de Catalunya (in italiano "Sinistra Democratica di Catalogna") è stato un partito politico di centro riformista creato in Catalogna da Joan Baptista Cendrós nel 1975 poco dopo la morte di Francisco Franco. Si unirono al nuovo partito personalità provenienti da Sinistra Repubblicana di Catalogna come Ramón Trías Fargas, Jaume Casanovas, Josep Pi-Sunyer e Macià Alavedra.
L'EDC era conosciuta inizialmente come Partito Liberale Catalano e come tale, divenne membro dell'Internazionale Liberale, oltre far parte del Consiglio di Forze Politiche di Catalogna. L'ideologia del partito era liberale radicale, giacché propugnava il federalismo, la cogestione e la nazionalizzazione di grandi imprese. Nell'aprile del 1976 si staccò dal partito il Partito Socialdemocratico di Catalogna.
Nelle elezioni generali del 1977 si unì al Patto Democratico per la Catalogna, assieme alla Convergenza Democratica di Catalogna di Jordi Pujol, al PSC-Raggruppamento (nome adottato dal Raggruppamento Socialista di Catalogna) e al Fronte Nazionale di Catalogna, ottenendo due seggi, degli undici vinti dalla coalizione, per i suoi leader, Ramón Trías Fargas e Macià Alavedra, entrambi eletti a Barcellona. Insieme al resto dei deputati del Patto, aderirono inizialmente al Gruppo Basco-Catalano e, dopo la riforma del regolamento del Congresso e la sparizione del gruppo, al gruppo della Minoranza Catalana.
Alle elezioni del Senato dello stesso anno, EDC formò, insieme alla Convergenza Democratica di Catalogna e all'Unione Democratica di Catalogna la coalizione Democrazia e Catalogna, che ottenne due seggi, tuttavia EDC non ottenne nessun senatore.
In questo momento, iniziò un forte dibattito interno che provocò la scissione nel dicembre del 1977 di Josep Pi-Sunyer e un gruppo di militanti che abbandonarono il partito per fondare l'Agrupació Catalana d'Esquerra Liberale (Raggruppamento Catalano di Sinistra Liberale), che nell'agosto di 1978 aderì all'ERC. Il resto del partito aderì alla Convergenza Democratica di Catalogna nell'aprile del 1978.
| Controllo di autorità | VIAF (EN) 137919927 |